# Francis J. Heney

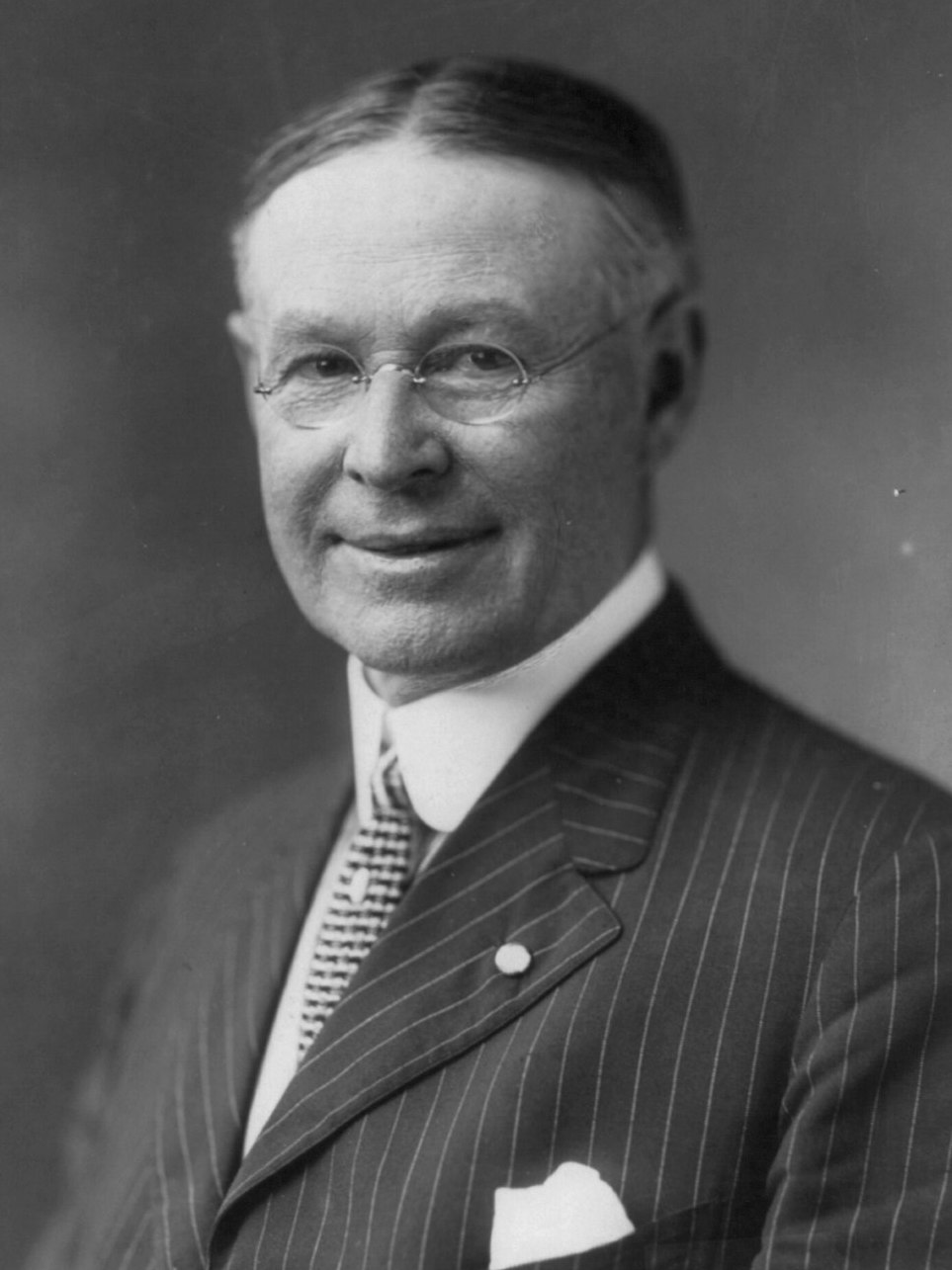
Francis J. Heney (1912)

Francis Joseph Heney (* 17. März 1859 in Lima, New York; † 31. Oktober 1937 in Santa Monica, Kalifornien) war ein US-amerikanischer Jurist und Politiker.

## Werdegang
Francis Joseph Heney, Sohn von Juliana Schreiber (1823–1900) und Richard Heney senior (1822–1893), wurde 1859 im Livingston County geboren. Seine Mutter wanderte aus dem Königreich Preußen in die Vereinigten Staaten ein und sein Vater aus Irland, was damals noch Teil des Vereinigten Königreichs war. Er hatte mindestens fünf Geschwister: Richard junior (1847–1919), Helena (1848–1934), Julia (1851–1913), Elizabeth S. (1856–1944) und Benjamin „Ben“ (1861–1956). Während des Bürgerkrieges zog die Familie 1863 nach San Francisco (Kalifornien). In seiner Jugend arbeitete er im Möbelgeschäft seines Vaters. Heney studierte Jura. Er besuchte das Hastings College of Law, wo er aber in seinem ersten Jahr des College verwiesen wurde, da er sich mit einem Kommilitonen schlug. Wo er sein Studium fortsetzte, ist nicht bekannt. Er erhielt aber 1883 seine Zulassung als Anwalt in Kalifornien. Danach folgte er seinem jüngeren Bruder Ben in das Arizona-Territorium und ließ sich dort in Tucson nieder. In der Folgezeit war er als Anwalt tätig. 1891 vertrat er die misshandelte Ehefrau von Dr. John Christopher Handy bei ihrem Scheidungsprozess. Im Verlauf des Prozesses drohte ihr Ehemann an, Heney zu töten. Als Heney schließlich von ihm angegriffen wurde, erschoss er ihn. Eine gerichtliche Untersuchung befand, dass Heney in Notwehr gehandelt hatte. Heney war dann zwei Jahre lang als Bezirksstaatsanwalt im Arizona-Territorium tätig.
Von 1893 bis 1895 war er Attorney General im Arizona-Territorium.
Heney kehrte 1895 nach San Francisco zurück, wo er eine erfolgreiche Anwaltspraxis führte. US-Justizminister Philander C. Knox ernannte ihn 1903 zum Sonderermittler im Fall Stephen Puter, dem ersten von den Oregon Land Fraud Trials. Puter und seine Komplizen standen im Verdacht die US-Regierung durch den betrügerischen Erwerb von Wäldern aus dem Gemeingut hintergangen zu haben. Nach der Verurteilung von Puter im Dezember 1904 konnten Heney und der Special Agent des Secret Service, William John Burns, ihn dazu überreden, vor der Jury gegen mehrere korrupte Beamte auszusagen, einschließlich des US-Senators für Oregon, John H. Mitchell, und des Kongressabgeordneten für Oregon, Binger Hermann. Am 31. Dezember 1904, am selben Tag als Mitchell und Hermann angeklagt wurden, entließ Präsident Theodore Roosevelt den Bundesstaatsanwalt für den District of Oregon, John Hicklin Hall, und ernannte Heney zu seinem Nachfolger.
Während seiner Zeit in Portland (Oregon) wurde er ein enger Freund von U.S. Jury Commissioner C.J. Reed. Auf Heneys Ersuchen ernannte Präsident Roosevelt Reed zum neuen US Marshal, um Walter „Jack“ Metthews zu ersetzen, der in den Betrugsskandal verwickelt war. Der Zusammenarbeit von Reed und Heney schlug Verachtung von der Elite der Stadt entgegen, was dessen Sohn, dem Reporter John Reed, nicht verborgen blieb.
Heney errang im Juli 1905 nationale Aufmerksamkeit durch seine erfolgreiche strafrechtliche Verfolgung von US-Senator Mitchell und nach dem Erdbeben von 1906 für seine strafrechtliche Verfolgung des Bürgermeisters von San Francisco, Eugene Schmitz, und des Politikers Abe Ruef. Schmitz und Ruef wurde die Annahme von Bestechungsgeldern für die Vergabe von Stadtverträgen vorgeworfen. Während des spektakulären Prozesses gegen Ruef schoss am 13. November 1908 ein verärgerter ehemaliger Geschworener, Morris Haas, in der öffentlichen Sitzung auf Heney. Im weiteren Verlauf wurden Ruef und Schmitz beide verurteilt. Nachdem er sich von seiner Verletzung erholt hatte, nahm Heney wieder seine Tätigkeit betreffend der Oregon Land Fraud Trials auf. In diesem Zusammenhang verfolgte er John Hall 1908 und Binger Hermann 1910 strafrechtlich. Hermann wurde freigesprochen und Hall später durch Präsident William Howard Taft begnadigt. 1908 agierte Heney auch gegen US-Senator Charles William Fulton, das einzige Mitglied der Kongressdelegation Oregons, das 1905 nicht angeklagt wurde. Zum Teil wegen der Anschuldigungen von Heney, dass Fulton an dem Betrugsskandal beteiligt war, verlor dieser die Wiederwahl im Jahr 1908.
1914 kandidierte er erfolglos für einen US-Senatssitz in Kalifornien. Dabei trat er für die Progressive Party an. Er verlor die Wahl gegen den Demokraten James Phelan – eine Niederlage, welche einige der persönlichen Feindschaft mit Gouverneur Hiram Johnson zuschrieben.
Heney wurde 1931 zum Richter am Los Angeles Superior Court ernannt.

## Familie
Heney war zweimal verheiratet. Im September 1906 heiratete er Rebecca Wentworh McMullin (1860–1911), Tochter von Eliza Fleming Morgan und Captain John McMullin. Nach ihrem Tod heiratete er am 13. Februar 1915 Edna I. Van Winkle (1876–1955). Beide Ehen blieben kinderlos.